# El bebedor
El bebedor, también llamado Hombre que bebe, es un cartón para tapiz de la segunda serie, ejecutado entre 1776-77 para el comedor de los Príncipes de Asturias en El Pardo. Según Glendinning, recurre a la composición en forma de pirámide. Se exhibe en el Museo del Prado, planta 2, sala 86 (junto a El quitasol). Tiene como número de catálogo P000772.
En 1870 pasó a la colección permanente del Museo del Prado, donde permanece en la actualidad en la sala 86.

## Análisis
Fue entregado a la Real Fábrica de Tapices de Santa Bárbara el 12 de agosto de 1777 junto a  La riña en la venta nueva y La maja y los embozados. Fue puesto como sobreventana, debido a su formato y a la perspectiva arriba-abajo de la obra.
Es probable que se trate de una de sus piezas más populacheras. Un majo bebe de una bota «a la catalana», como describe el mismo Goya, y su acompañante come una cebolleta, aprovechando que su amigo empina el codo, lo cual se ha interpretado como alusión al tradicional Lazarillo, recurso muy usado en la literatura española.
La luz produce un contraste con la sombra que provoca el árbol, pero no llena todo el espacio del cuadro. Naturalista y expresivo, este cuadro posee todas las características de los cartones goyescos.